# Liv Hewson
Olivia Hewson (Canberra, 29 novembre 1995) è un'attrice australiana.

## Biografia
Olivia Hewson nasce a Canberra il 29 novembre 1995. Fin dall'infanzia ottiene ruoli in alcuni spettacoli teatrali nella sua città. Hewson non si riconosce in nessun genere, utilizzando di conseguenza i pronomi they/them. Nel 2020, Hewson riceve il premio Human Rights Campaign Visibility Award per il suo attivismo a difesa dei diritti LGBT+.

## Carriera

### 2013-2015: Debutto nei cortometraggi
Debutta  nel 2013 nel cortometraggio Alfonso Frisk per poi proseguire con altri ruoli in numerosi cortometraggi quali So Romantic, Survey Says e Let’s See How Fast This Baby Will Go

### 2016-presente: Carriera in televisione e debutto al cinema
Nel 2016 ottiene un ruolo come protagonista nella serie web-televisiva Dramaworld. Nell’anno successivo partecipa come comprimario in due serie televisive: Inhumans e Top of the Lake - Il mistero del lago. Nello stesso anno debutta al cinema con il film di genere teen drama Prima di domani, interpretando Anna. Dal 2016 fa parte del cast fisso della serie televisiva Netflix Santa Clarita Diet, nel ruolo di Abby, figlia della coppia protagonista.

## Filmografia

### Cinema
- Prima di domani, regia di Ry-Russo Young (2017)
- Bombshell - La voce dello scandalo (Bombshell), regia di Jay Roach  (2019)
- Let it snow: Innamorarsi sotto la neve (Let it Snow), regia di Luke Snellin (2019)

### Televisione
- Dramaworld – serie TV, 10 episodi (2016)
- Top of the Lake - Il mistero del lago (Top of the Lake) – serie TV, 3 episodi (2017)
- Inhumans – serie TV, 2 episodi (2017)
- Santa Clarita Diet – serie TV, 30 episodi (2017-2019)
- Homecoming Queens – serie TV, 7 episodi (2018)
- Yellowjackets – serie TV (2021-in corso)
- Among Us – serie TV (2024)

## Doppiatrici italiane
Nelle versioni in italiano dei suoi film, Liv Hewson è stata doppiata da:
- Virginia Brunetti in Prima di domani, Let It Snow - Innamorarsi sotto la neve
- Joy Saltarelli in Bombshell - La voce dello scandalo
- Ludovica Bebi in Santa Clarita Diet
- Arianna Vignoli in Yellowjackets
- Vincenzo Tedesco in Arkie e la magia delle luci